# NIMBY
L'acronimo NIMBY (inglese per Not In My Back Yard, "Non nel mio cortile") indica la protesta da parte di membri di una comunità locale contro la realizzazione di opere pubbliche con impatto rilevante (ad esempio grandi vie di comunicazione, cave, sviluppi insediativi o industriali, termovalorizzatori, discariche, depositi di sostanze pericolose, centrali elettriche e simili) in un territorio che viene da loro avvertito come vicino ai loro interessi quotidiani, ma che non si opporrebbero alla realizzazione di tali opere in un altro luogo per loro meno importante.
L'opposizione può essere motivata dal timore di effetti negativi per l'ambiente, di rischi per la salute o sicurezza degli abitanti o di una riduzione dello status del territorio.

## Origini
L'espressione risale agli anni 1980 e viene attribuita a W. Rodger dell'American Nuclear Society. È legata al politico britannico Nicholas Ridley del Partito Conservatore, all'epoca segretario di Stato per l'ambiente.

## Il dibattito

### Il coinvolgimento degli interessati
Alcuni sostengono che la mancanza di informazione ai cittadini sia spesso tra le cause delle opposizioni incontrate da un progetto, asserendo che se i rapporti con questi ultimi fossero impostati in maniera più aperta, anche in accordo con la direttiva comunitaria 2001/42/CE che invita gli amministratori a consultarli e ragguagliarli preventivamente nel caso di interventi a grande impatto ambientale, probabilmente molte contestazioni verrebbero mitigate.
A tal proposito, secondo quanto riportato dal primo "Convegno Nazionale Nimby Forum" tenuto a Roma il 6 luglio 2005, in Italia solo nel 3% dei casi sono state avviate iniziative di ascolto nei confronti delle comunità locali prima dell'inizio dei lavori.
In Francia, ad esempio, con il dialogo continuo con gli abitanti dell'area interessata e con la loro partecipazione alle scelte progettuali e a quelle in merito alla destinazione dei proventi compensativi, è stata fabbricato nel dipartimento dell'Aube un deposito per le scorie radioattive da 1 000 000 di m3 senza particolari dissensi. Con lo stesso metodo il governo belga, a seguito dell'opposizione delle amministrazioni locali, ha sospeso alcuni progetti e ha accettato di rivedere la propria strategia generale per lo smaltimento dei rifiuti radioattivi.
Secondo il Nimby forum nel 2016 i progetti contestati erano 359 di questi 56,7% riguardano il settore energetico (e di queste ben il 75,4% riguarda progetti di energia da fonti rinnovabili, in particolare biomasse, compostaggio e parchi eolici) e il 37,4% il settore legato al ciclo di trattamento dei rifiuti, tra le motivazioni sull'opposizione l'assenza di coinvolgimento della popolazione ha raggiunto il 21,3%, il dibattito tra favorevoli e oppositori agli impianti, che in larga percentuale ormai si svolge in rete, è complicato dalle modalità con cui avviene sui social media per la mescolanza fra informazione e disinformazione, scienza e opinione, verità e post-verità.

### Le possibili strumentalizzazioni
La facile attribuzione della qualifica di NIMBY alle opposizioni a un progetto può squalificare a priori le eventuali valide argomentazioni portate contro il progetto, se lo si espone in questo modo, ad esempio le critiche su vari aspetti del piano, dall'impatto ambientale alle valutazioni sulla sua effettiva utilità fino alle osservazioni in merito agli interessi economici che lo supportano.
Pertanto, l'argomento NIMBY si presta a essere usato pretestuosamente sia da quanti sostengono il progetto ("tutte le opposizioni sono causate dalla sindrome NIMBY") sia da quanti lo avversano ("i nostri argomenti non vengono ascoltati, sostengono che si tratta solo di una protesta NIMBY").

### Il paradosso dell'opera necessaria ma impossibile
Se la sindrome NIMBY colpisse ogni abitante della Terra diventerebbe di fatto impossibile prendere quei provvedimenti indispensabili a ogni comunità che risulterebbero fastidiosi per la relativa zona coinvolta.
Si arriverebbe così al paradosso che pur riconoscendo un impianto come essenziale, o comunque valido, non si riuscirebbe ugualmente a erigerlo. D'altra parte anche la possibilità opposta, per cui nessun abitante della Terra fosse motivato a tutelare il territorio in cui vive, risulterebbe devastante dal punto di vista non solo ambientale.
Gli anglofoni, per indicare la degenerazione estrema della sindrome NIMBY, utilizzano l'acronimo BANANA che sta per Build Absolutely Nothing Anywhere Near Anything (lett. "(non) costruire assolutamente nulla in alcun luogo vicino a qualsiasi cosa").

### Please In My Back Yard
Come reazione al fenomeno è stato coniato, nei paesi anglosassoni l'acronimo PIMBY (inglese per Please In My Back Yard, "Prego nel mio cortile") per indicare quei casi in cui una comunità viceversa richiede l'installazione sul suo territorio di opere di interesse pubblico.